# ゃ
ゃ、ャは、日本語の仮名のひとつで、母音が/a/である開拗音をその前にある仮名に付加する。や、ヤを小書きにした文字である。

## 用法
現代の日本語では、一般にい段の音の後にしか来ない。
ただし、外国語を日本語で表記する場合などには、「て」、「で」、「ふ」、「ゔ」の後に来ることがある（例：ペーテャ・コレヴァ・イヴァノヴァ、ラデャード・キプリング、スヴャトスラフ・フョードロフ）。これらは「て」、「で」、「ふ」、「ゔ」の子音に「や」の音を続けた音（/tja/、/dja/、/fya/、/vya/）を表す。
東北地方の方言では、え段の音の後に「ゃ」が来ることがある。

## ゃ に関わる諸事項
- 江戸時代には、助詞の「や」の代わりに「ャ」が使用されることがあった。